# Biserica reformată din Săvădisla

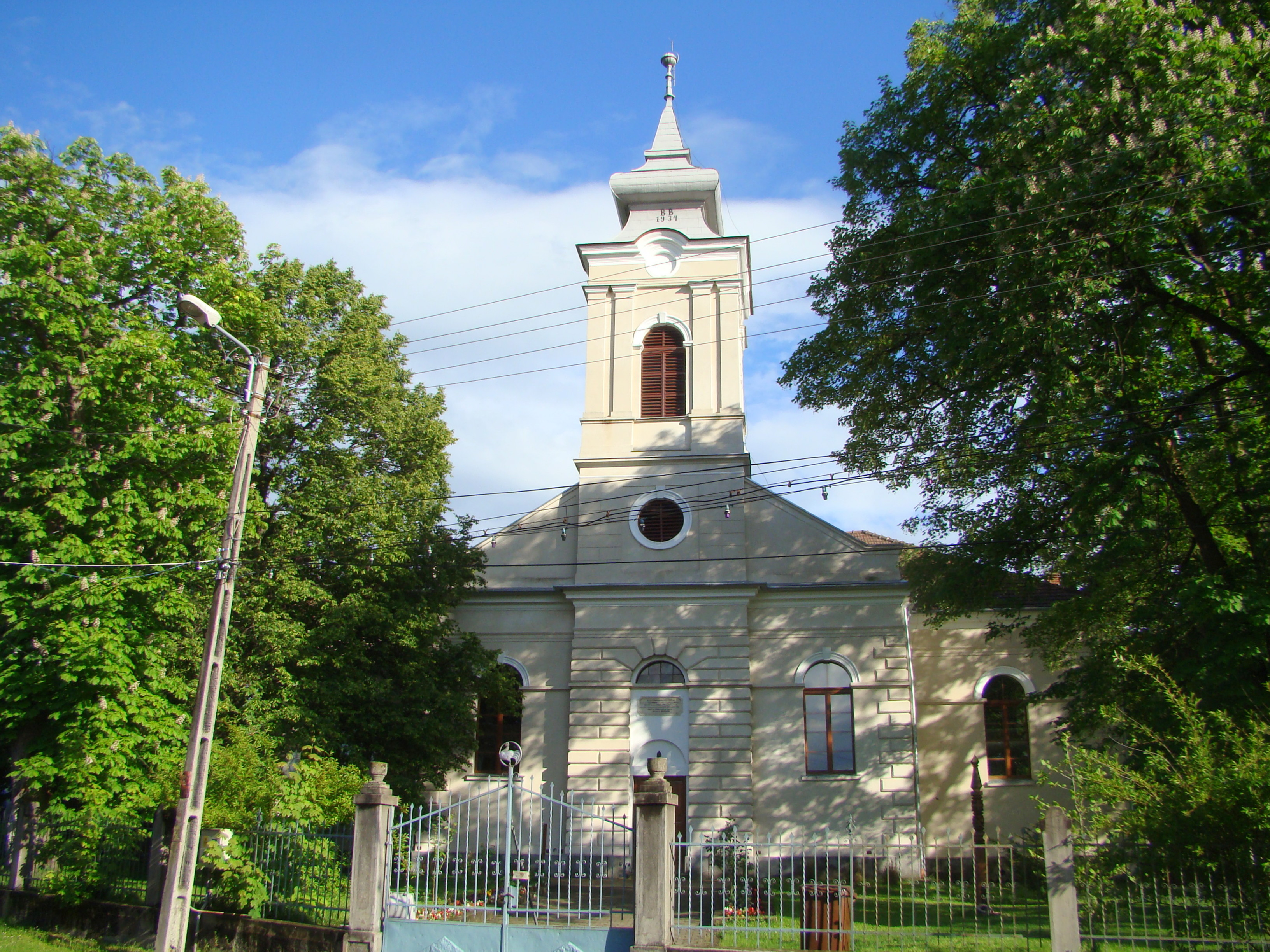
Biserica reformată din Săvădisla (iunie 2020)

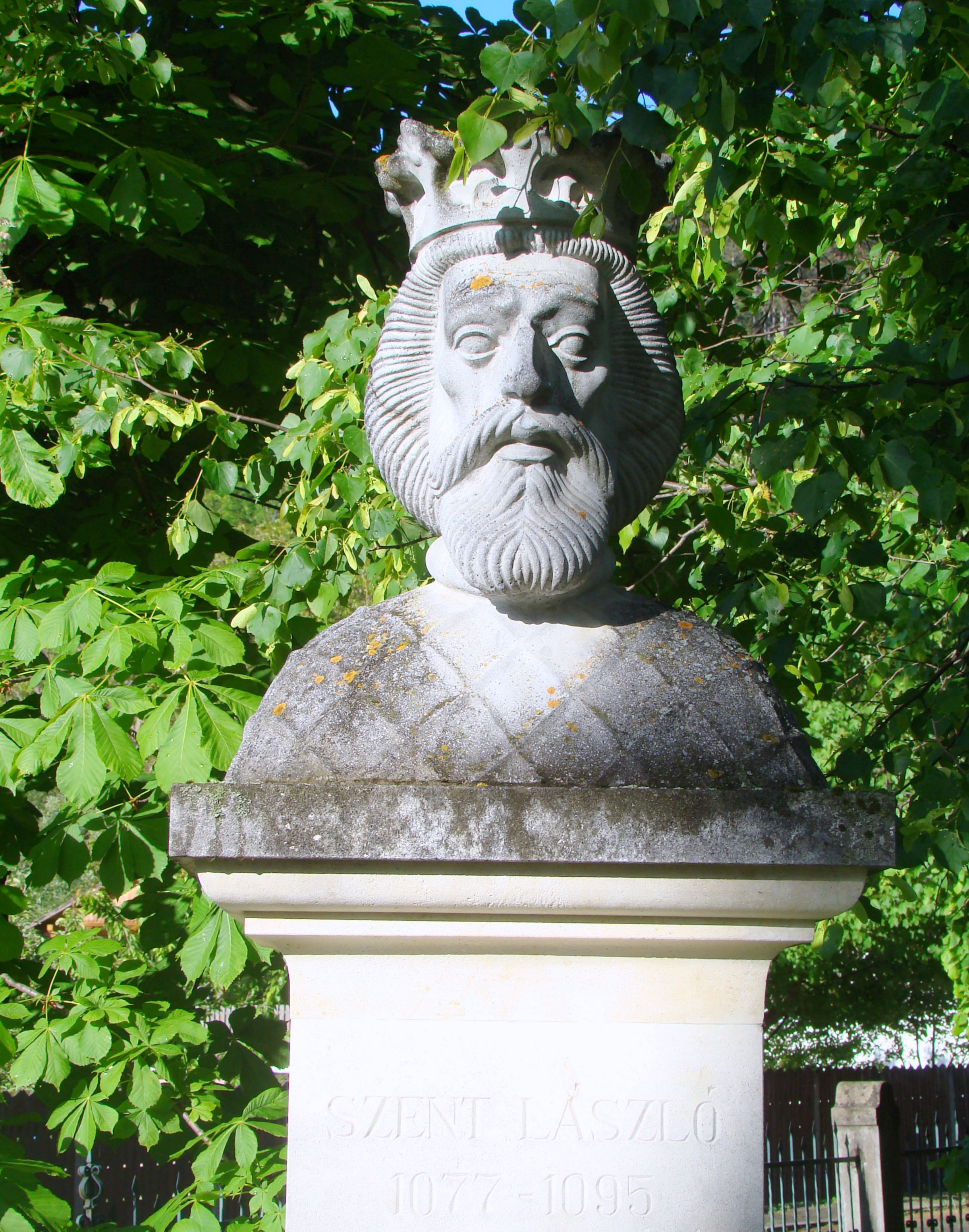
Bustul regelui Ladislau

Biserica reformată din Săvădisla este un lăcaș de cult aflat pe teritoriul satului Săvădisla, comuna Săvădisla. A fost construită în 1888, înlocuind vechea biserică medievală.

## Localitatea
Săvădisla (în maghiară Tordaszentlászló, colocvial Szentlászló) este satul de reședință al comunei cu același nume din județul Cluj, Transilvania, România. Satul Săvădisla este atestat documentar în anul 1332, cu denumirea Sancto Ladislao.

## Biserica
În 1332 avea o biserică parohială, preotul său, Miklós, fiind menționat în lista dijmelor papale. În 1450 este menționat din nou preotul paroh. Clopotul bisericii, din 1478, avea o inscripție ce îl pomenea și pe Sfântul Ladislau: „ORA PRO NOBIS, BEATE REX LADISLAVE. ANNO DNI 1478. Era instalat într-o clopotniță de lemn. În Evul Mediu, Săvădisla era un sat catolic pur, în momentul Reformei Protestante întreaga populație avea să fie reformată, împreună cu biserica.
Biserica medievală, ce era situată pe dealul cimitirului, a fost demolată. Actuala biserică a fost construită în anul 1888 și păstrează ancadramente de ferestre de la biserica veche, care amintesc de stilul și vechimea sa.

## Imagini din exterior

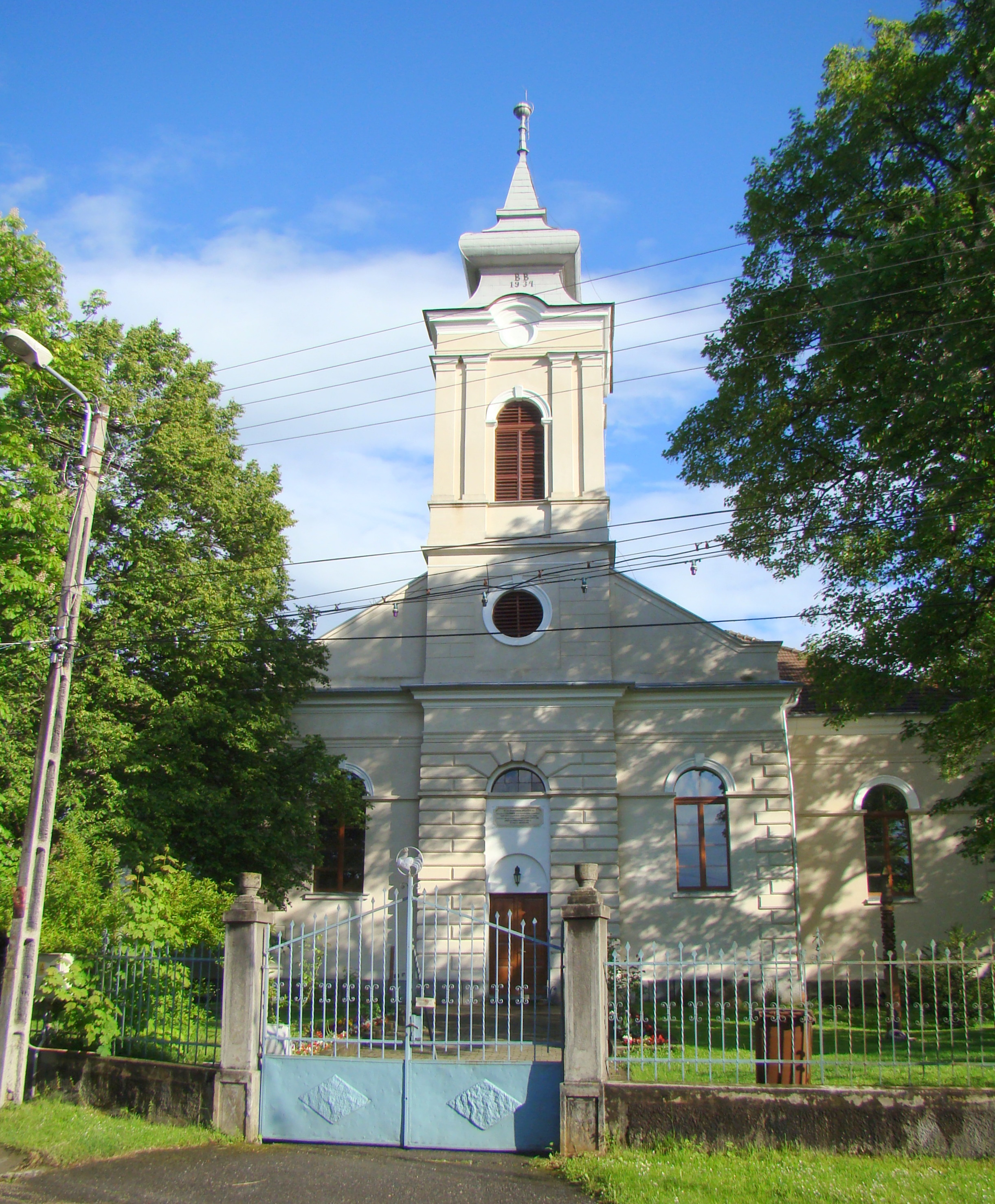
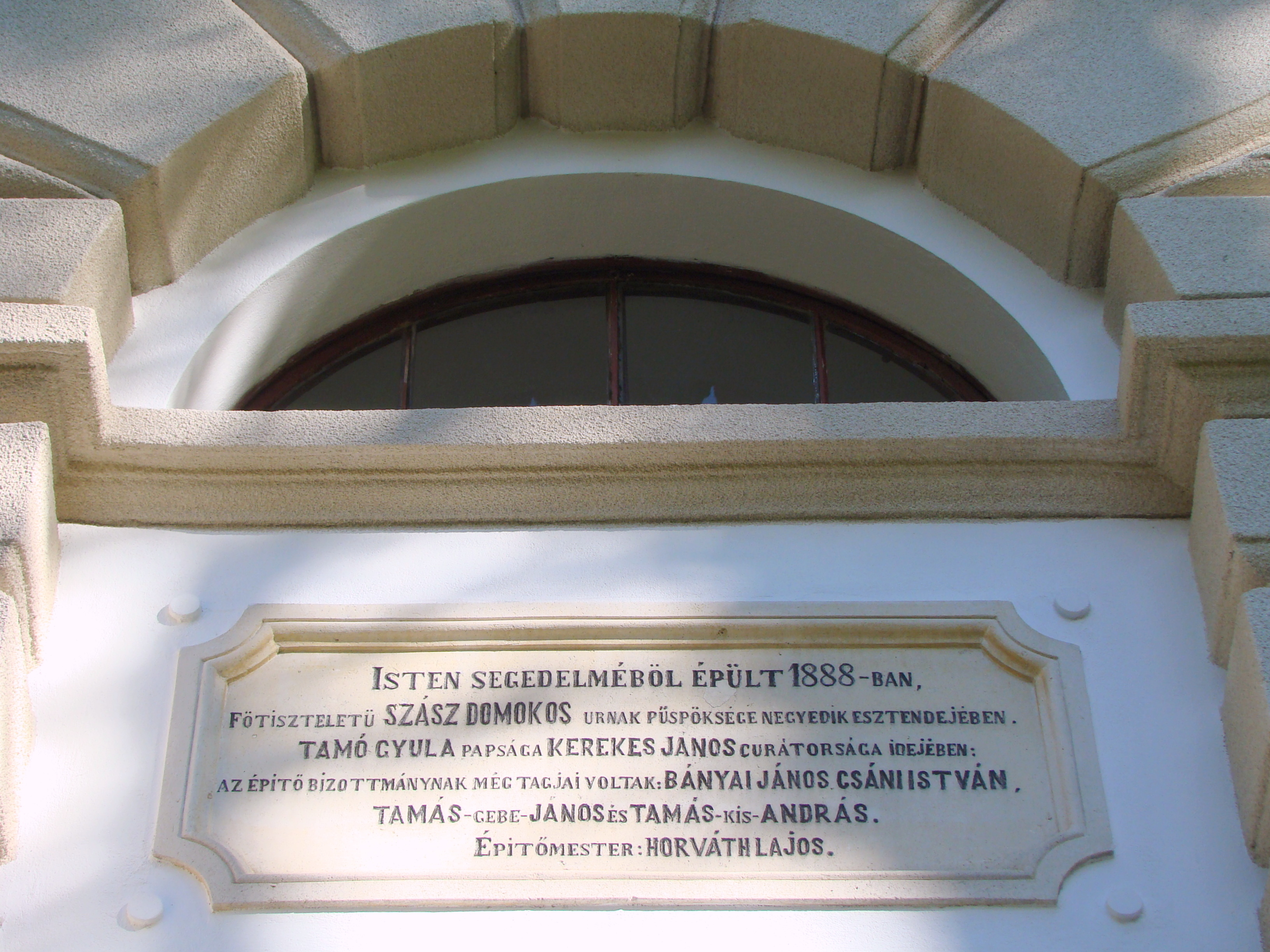
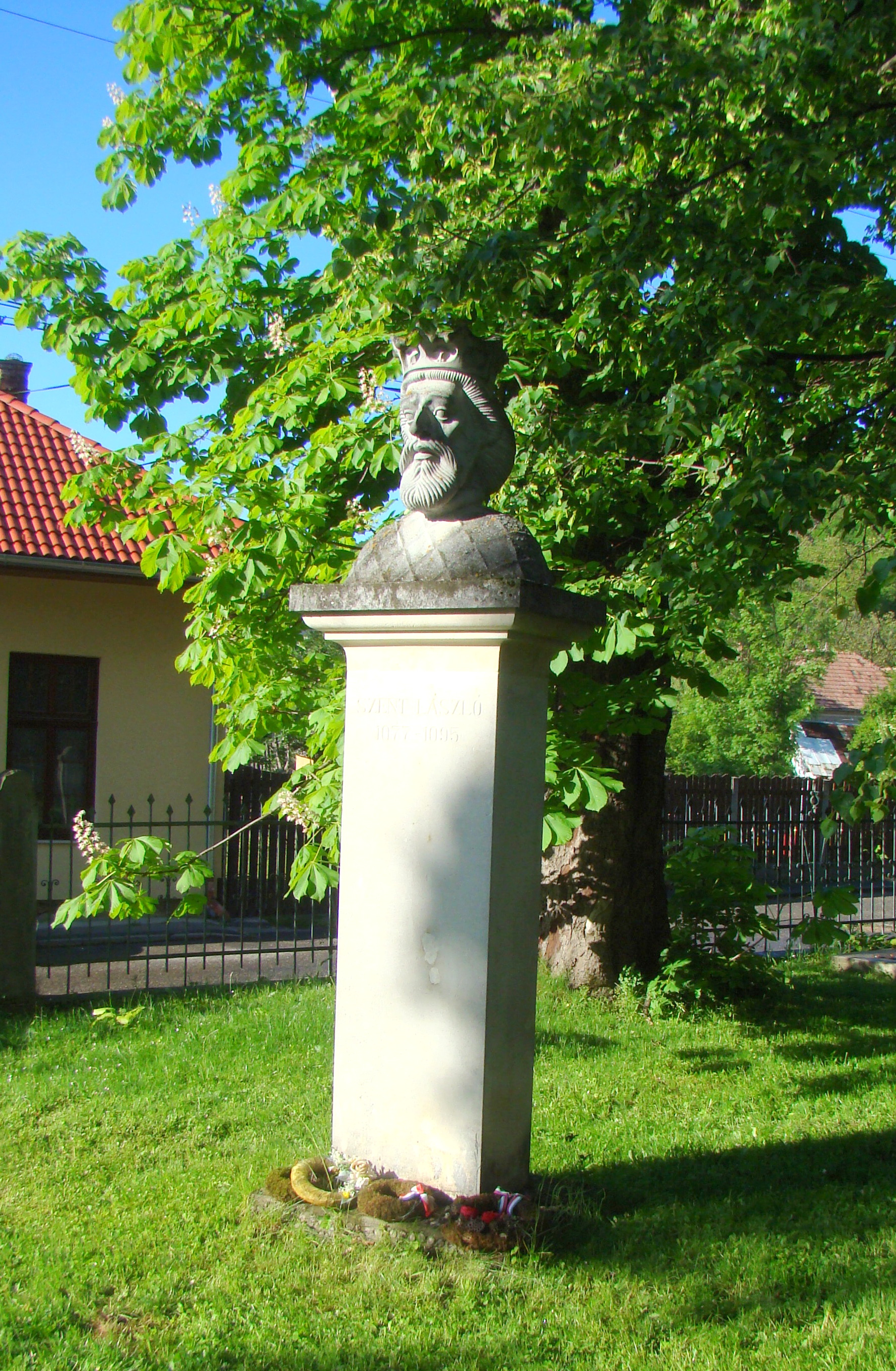
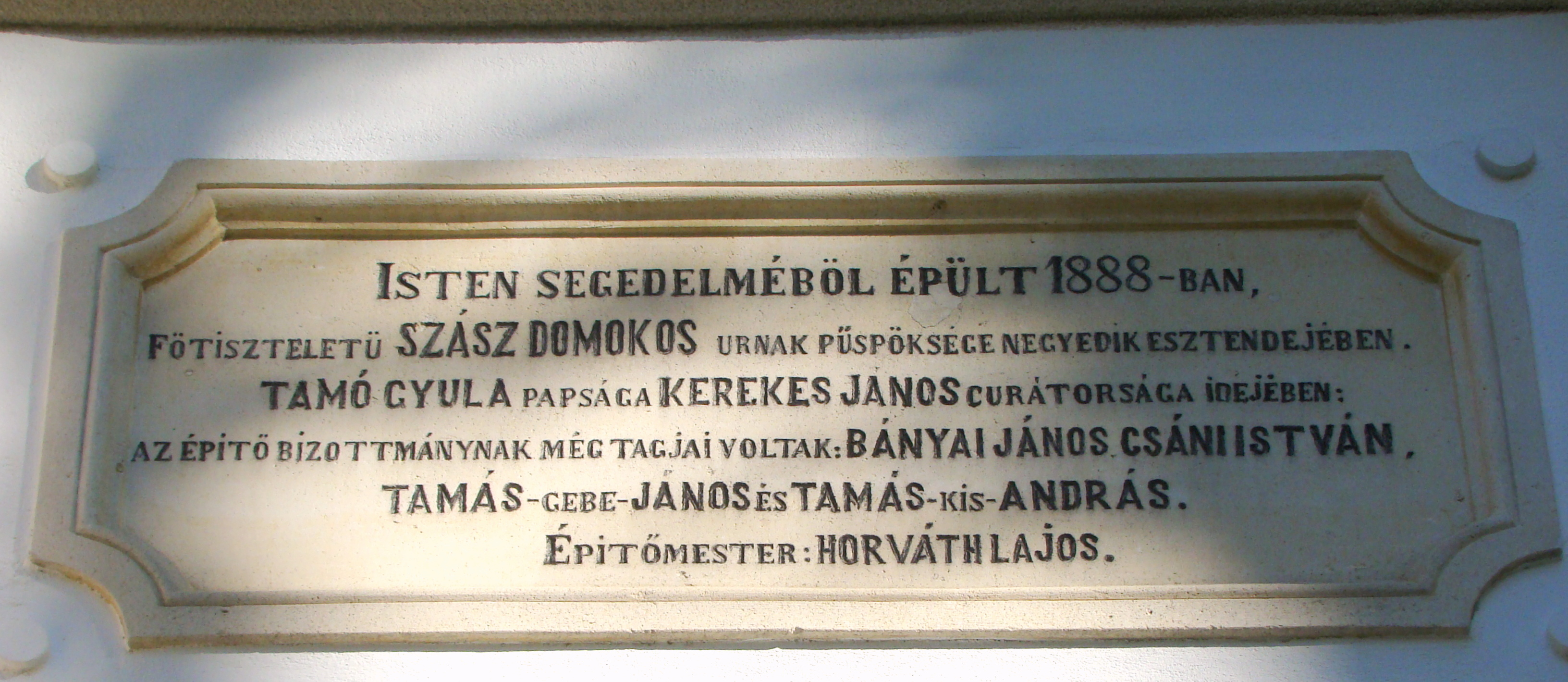
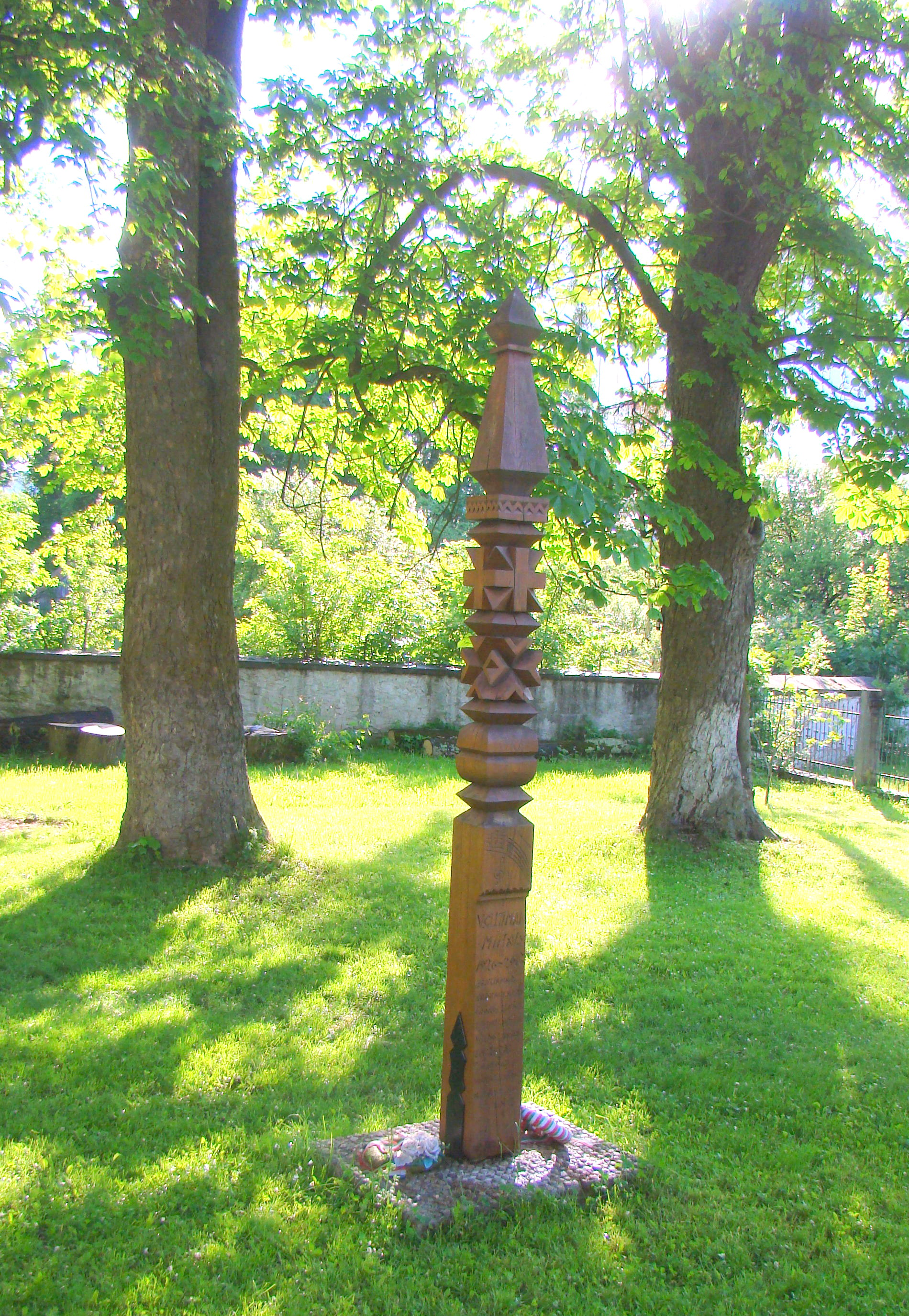
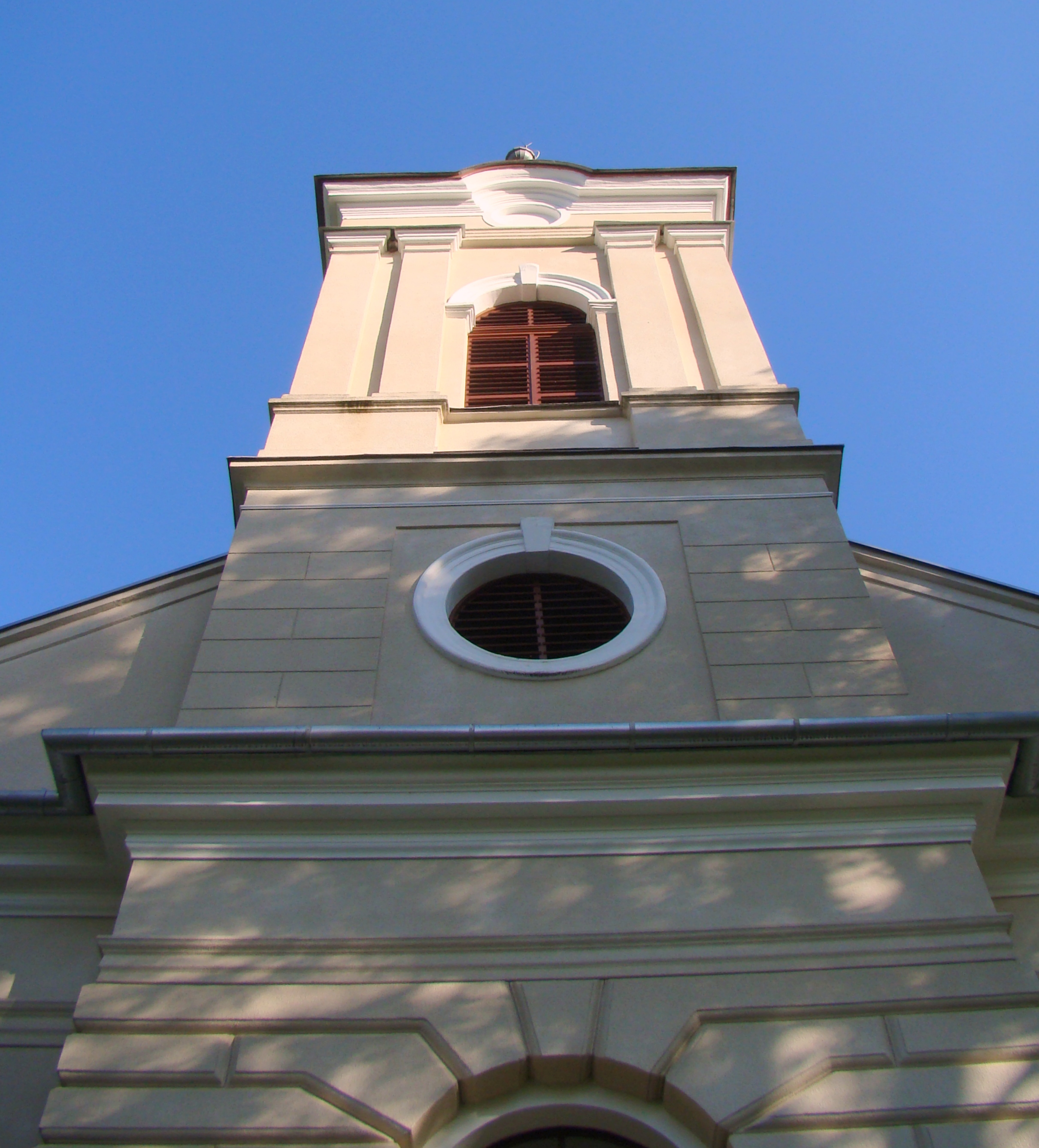
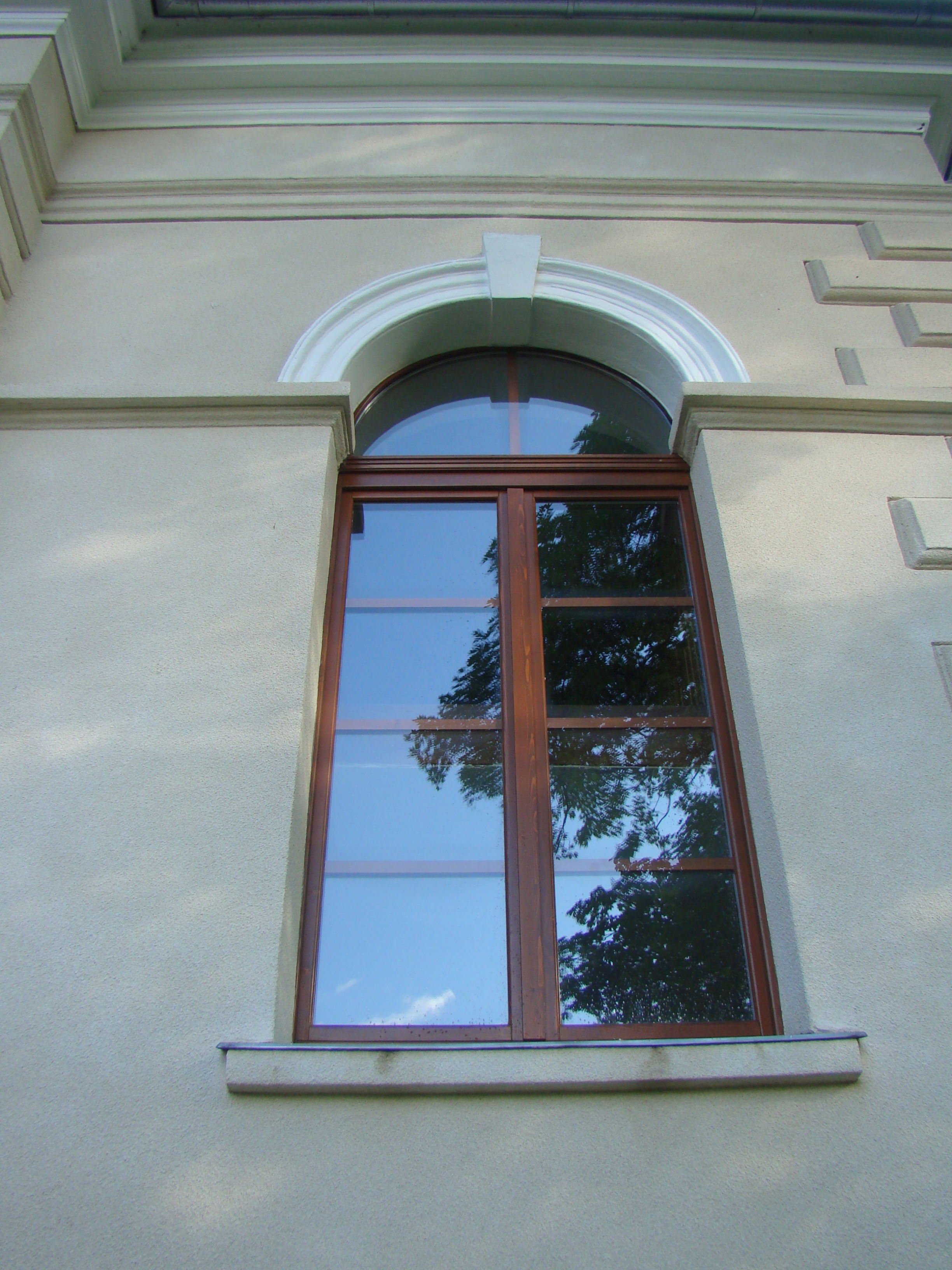
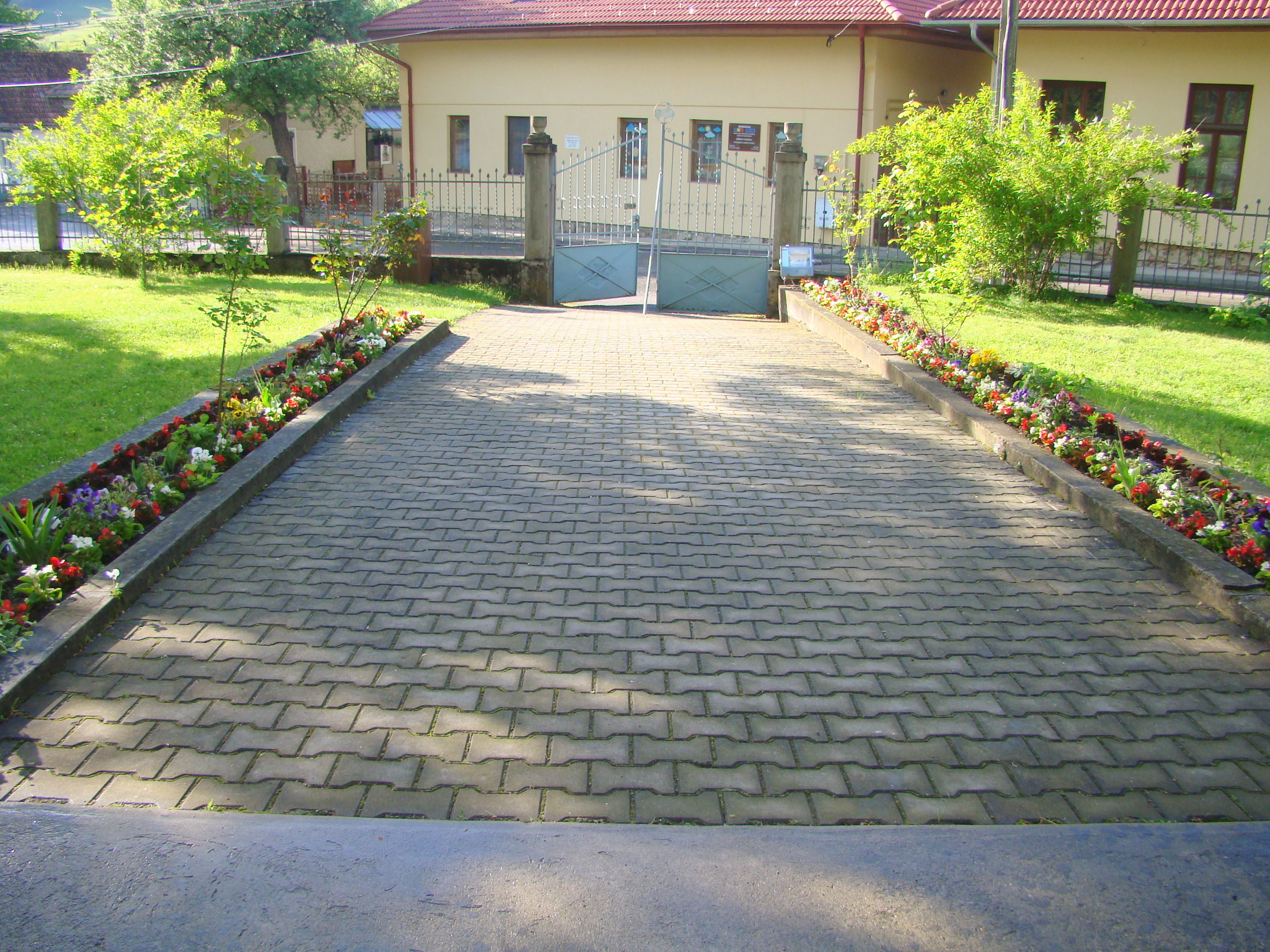
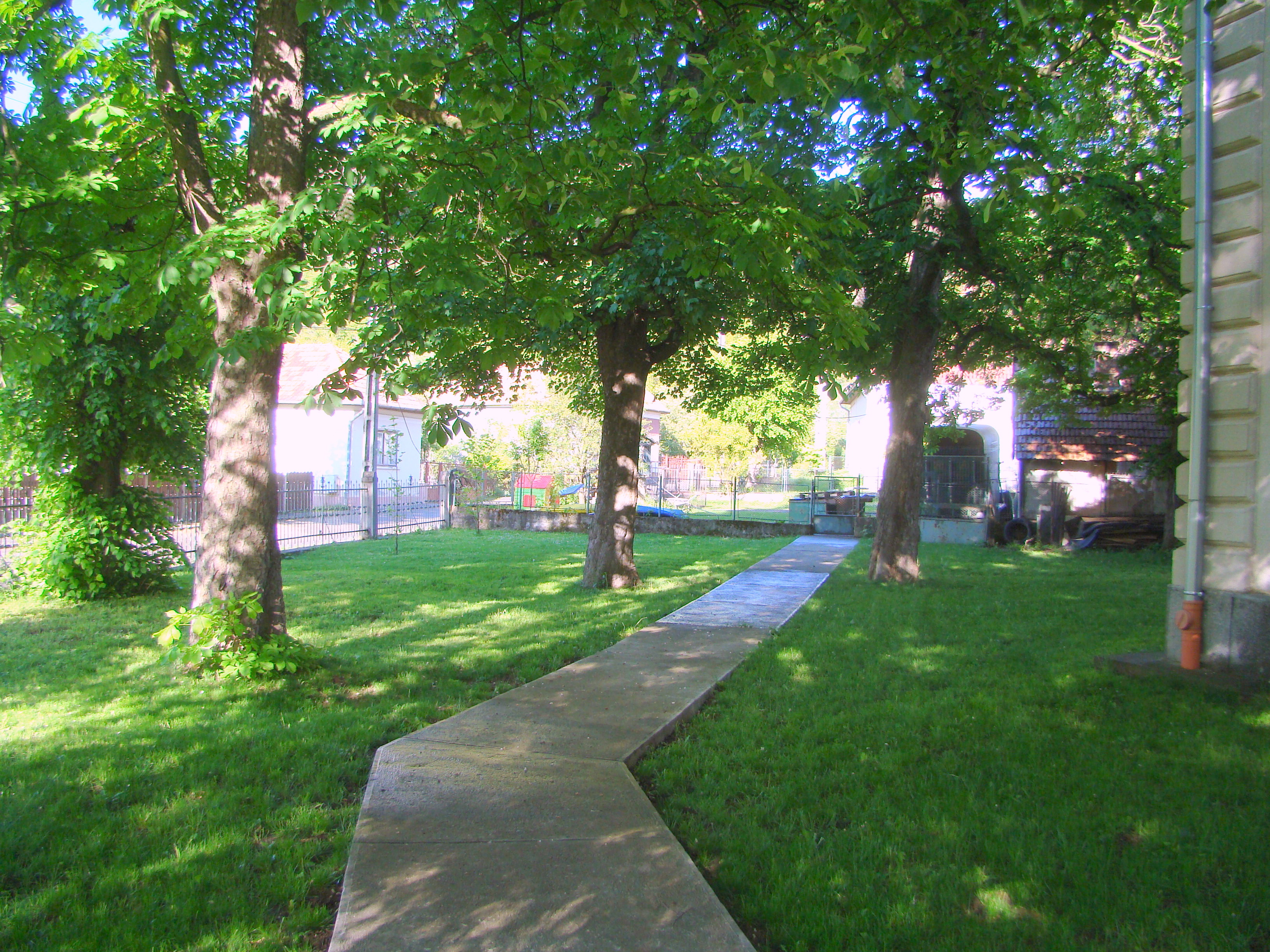
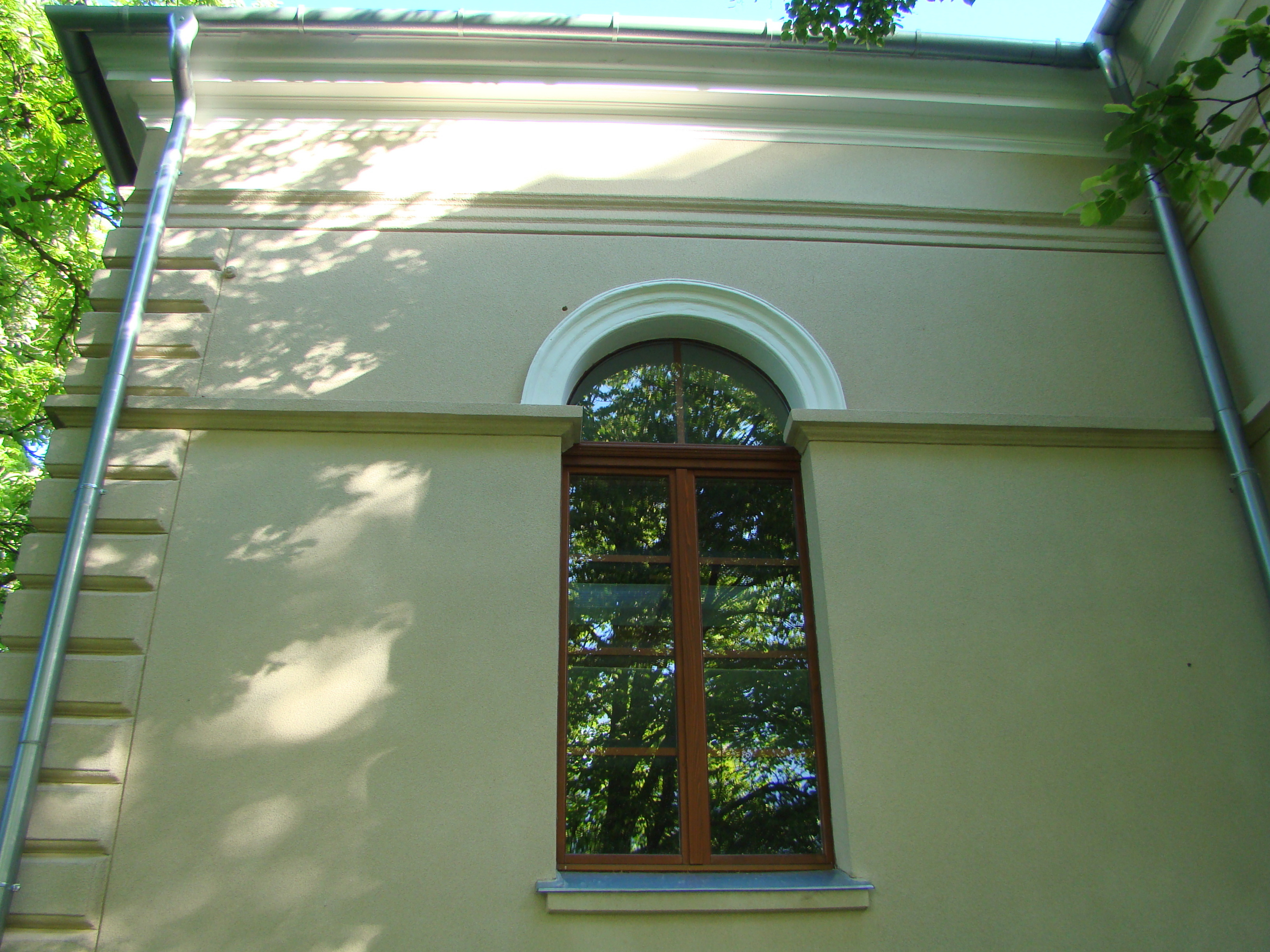
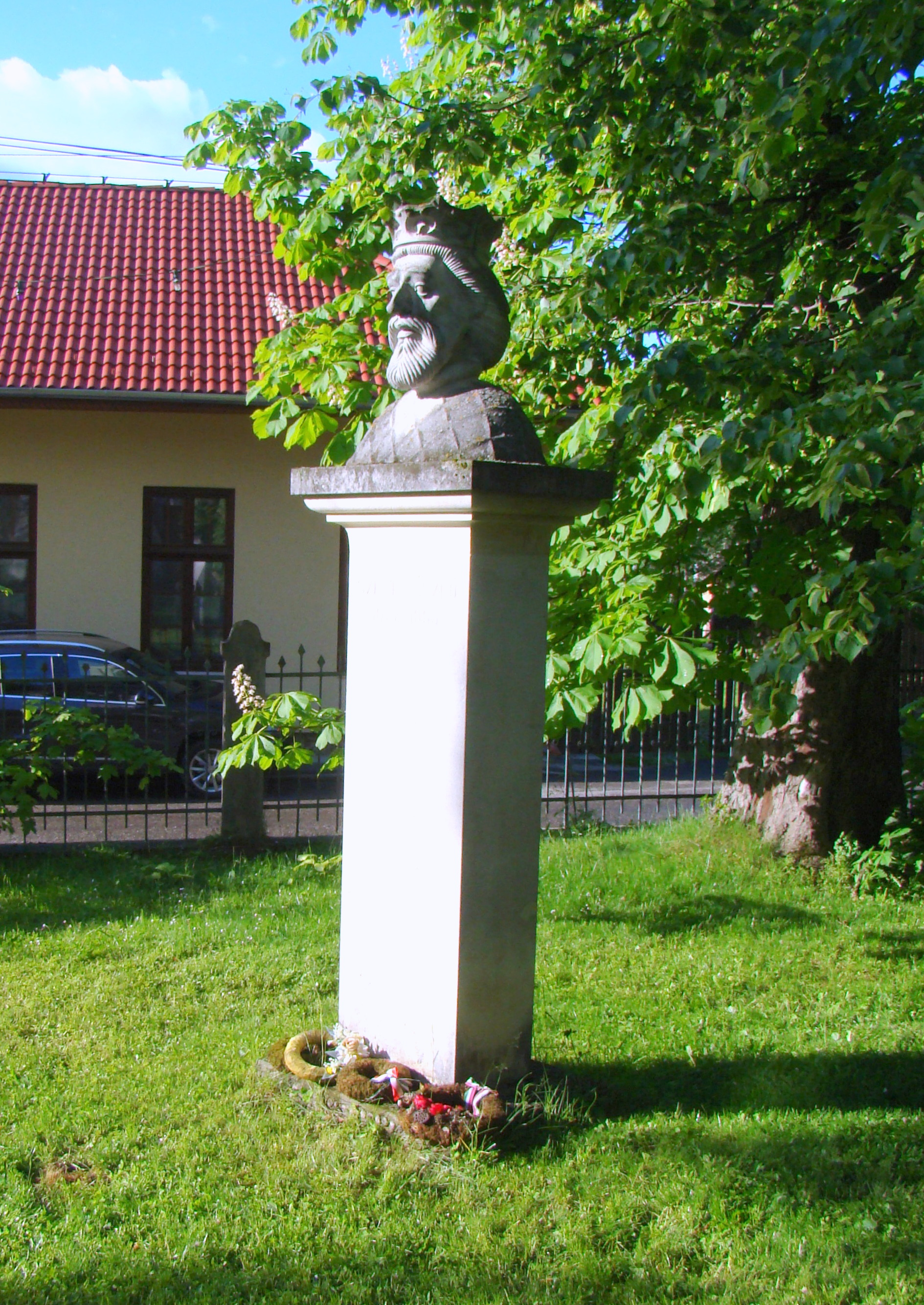
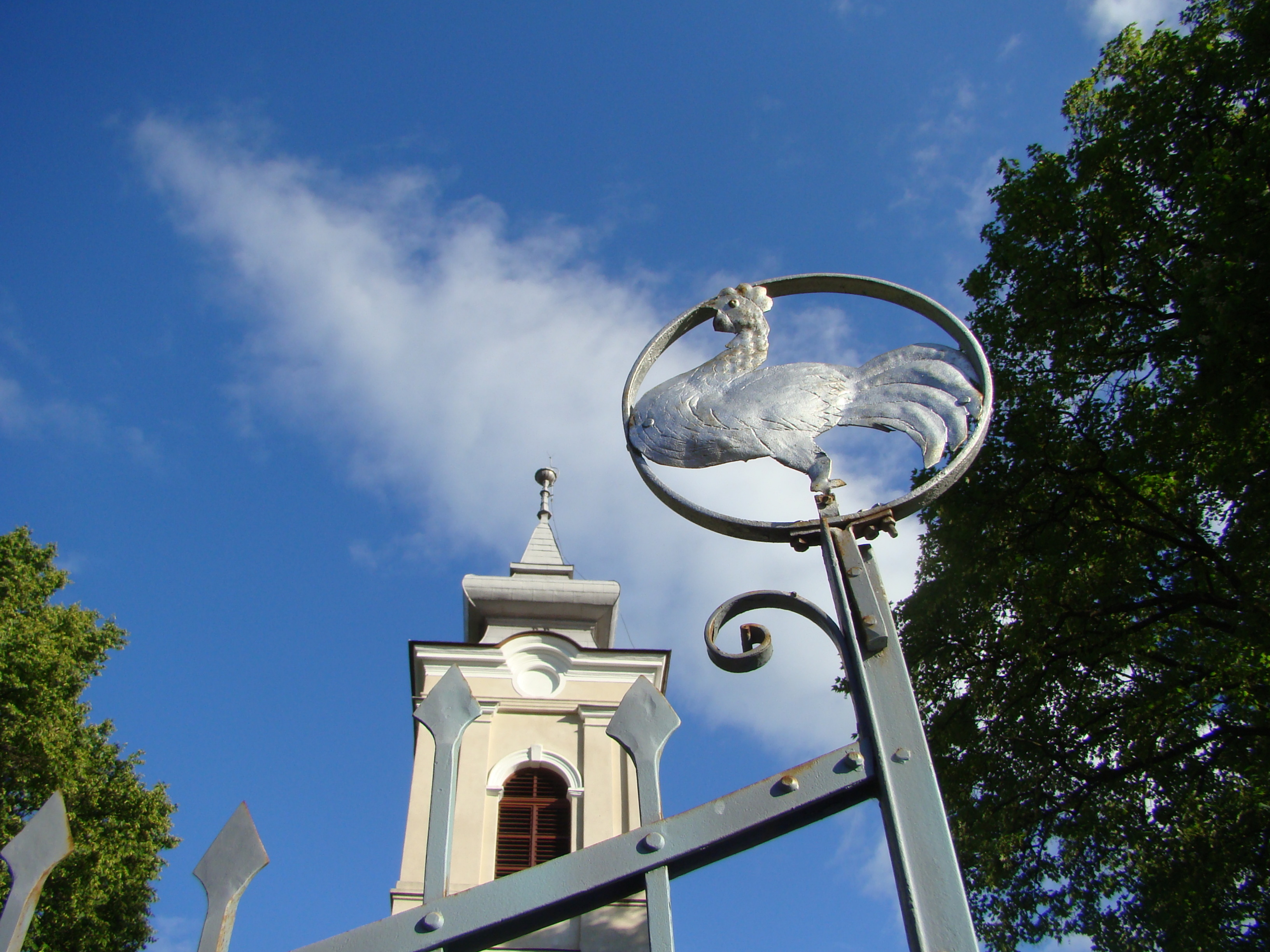
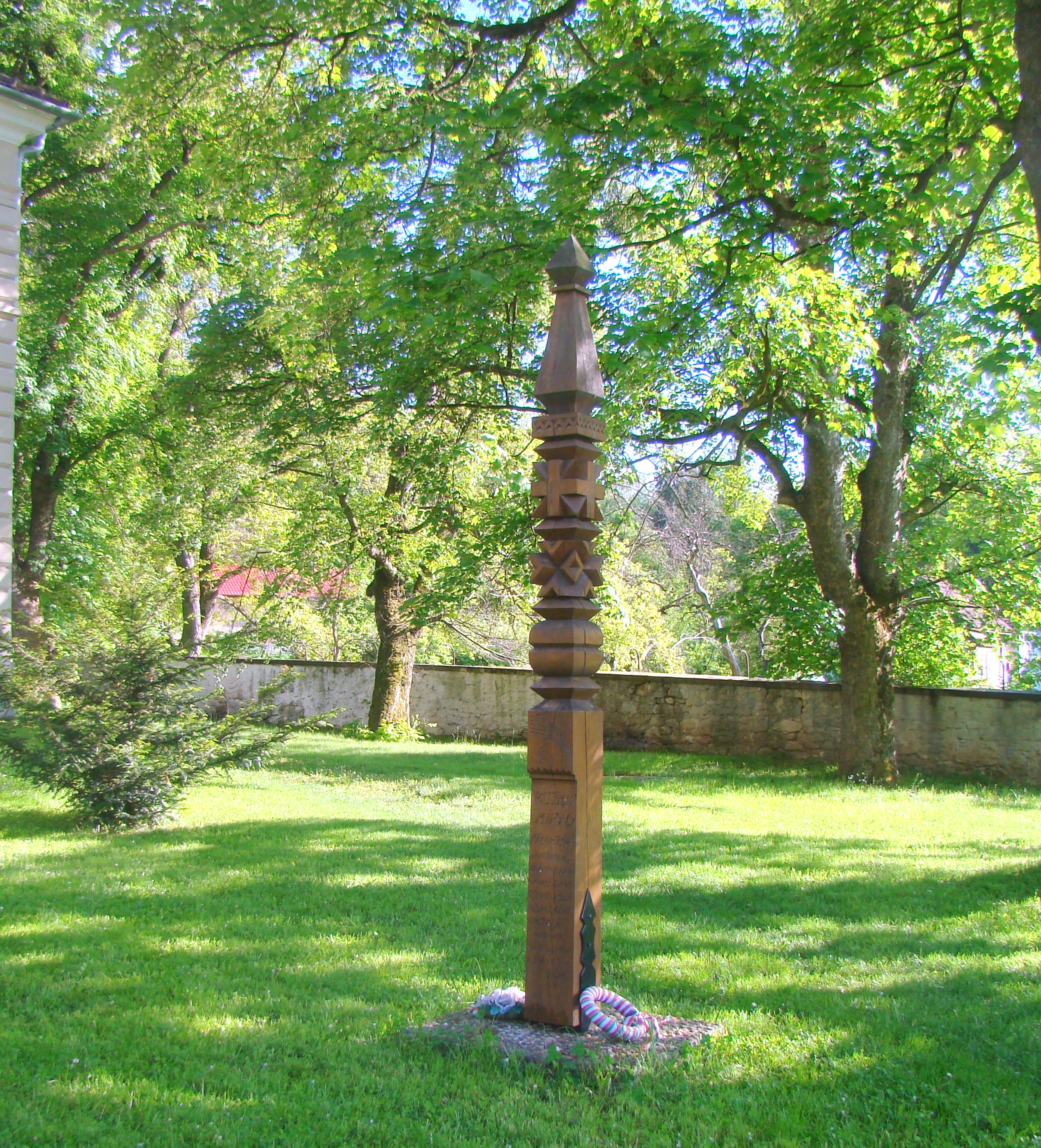
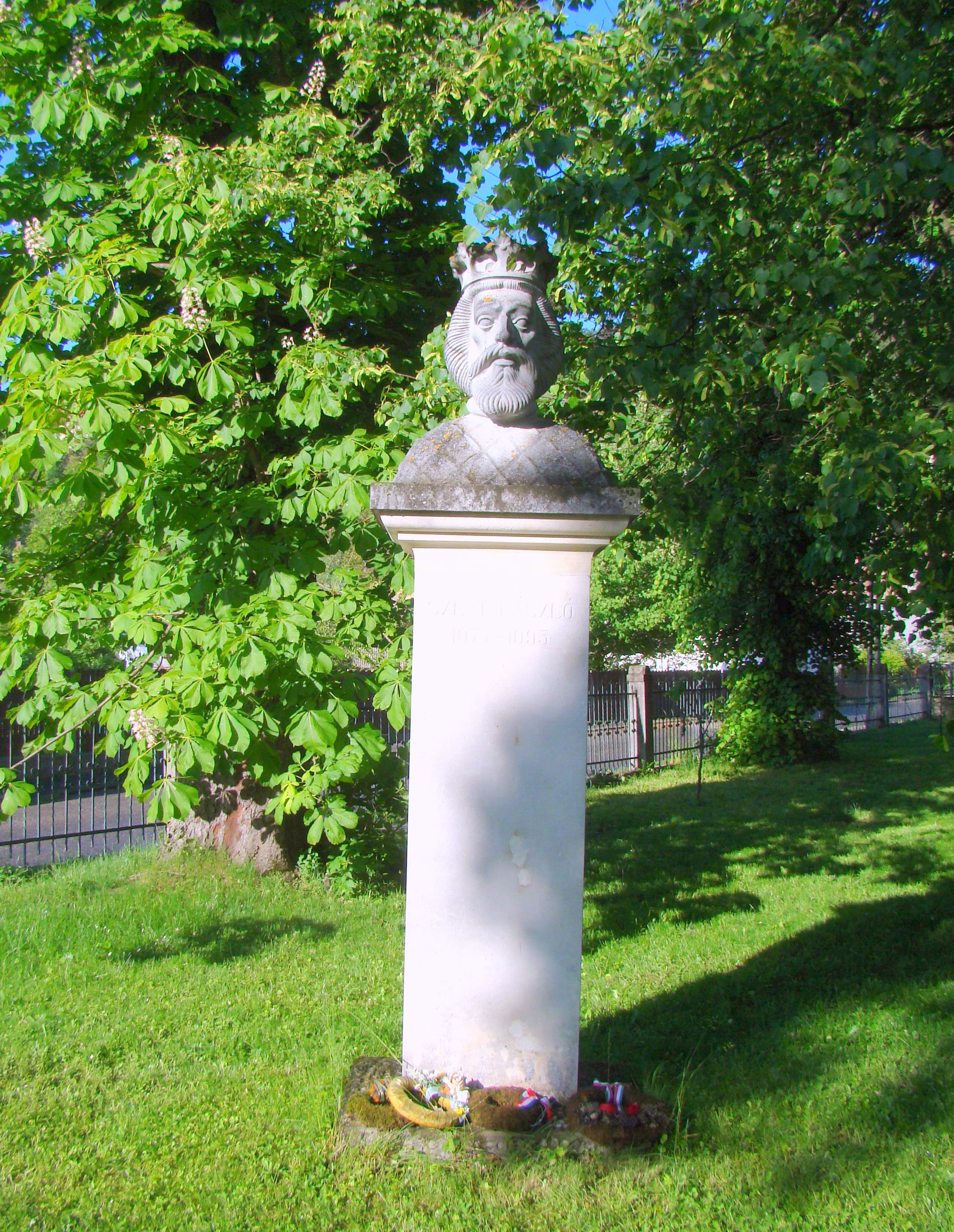
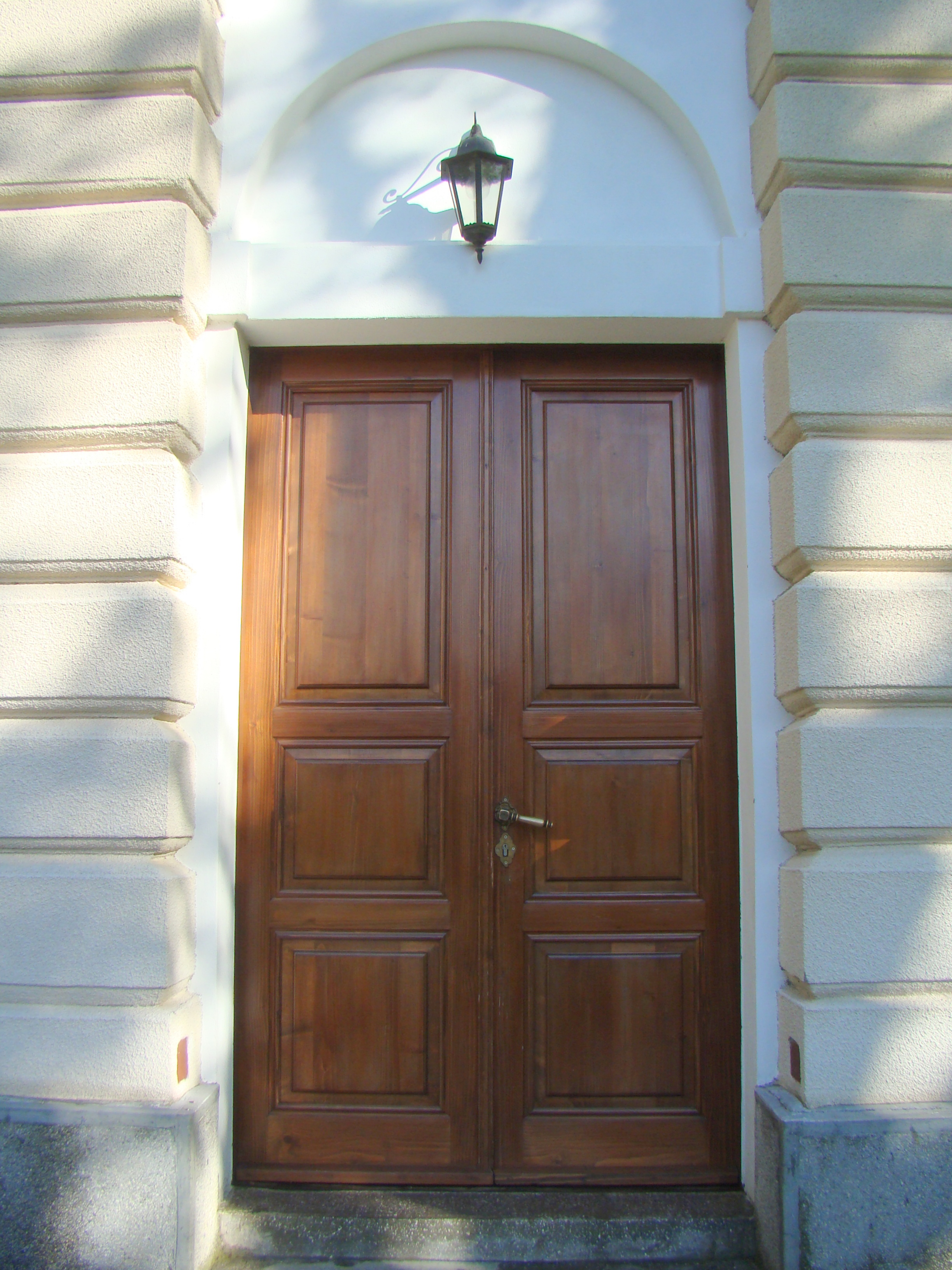
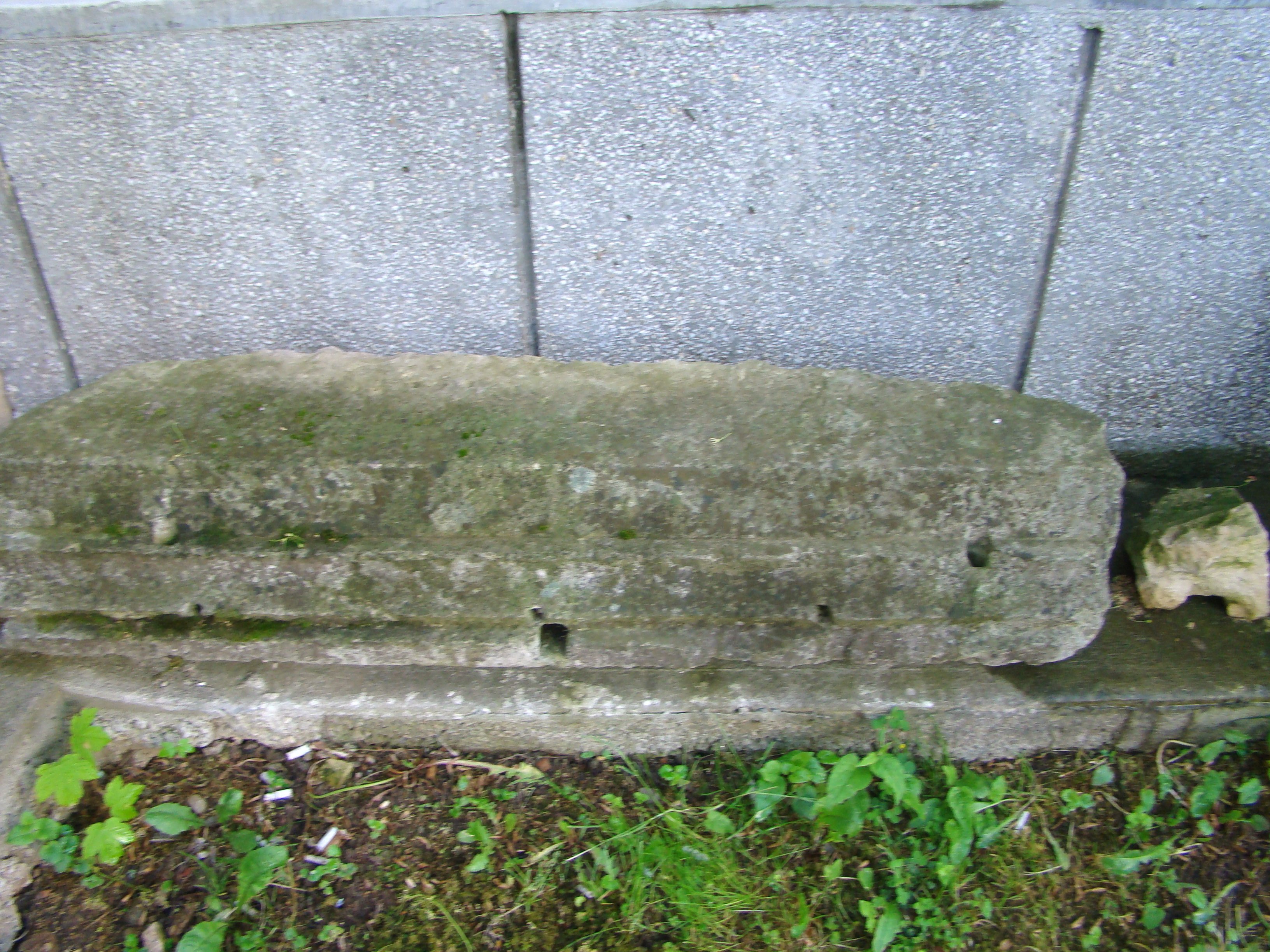
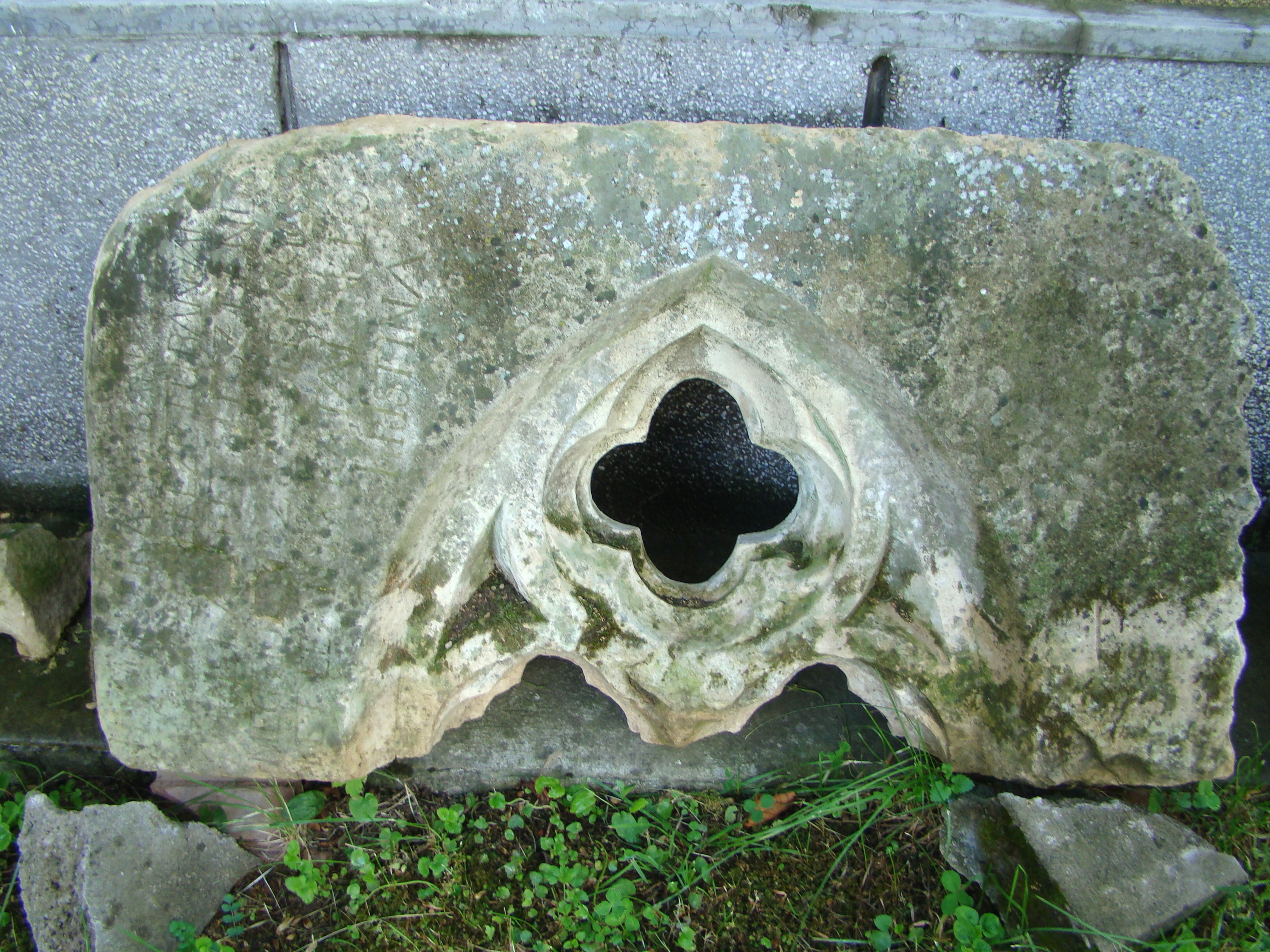
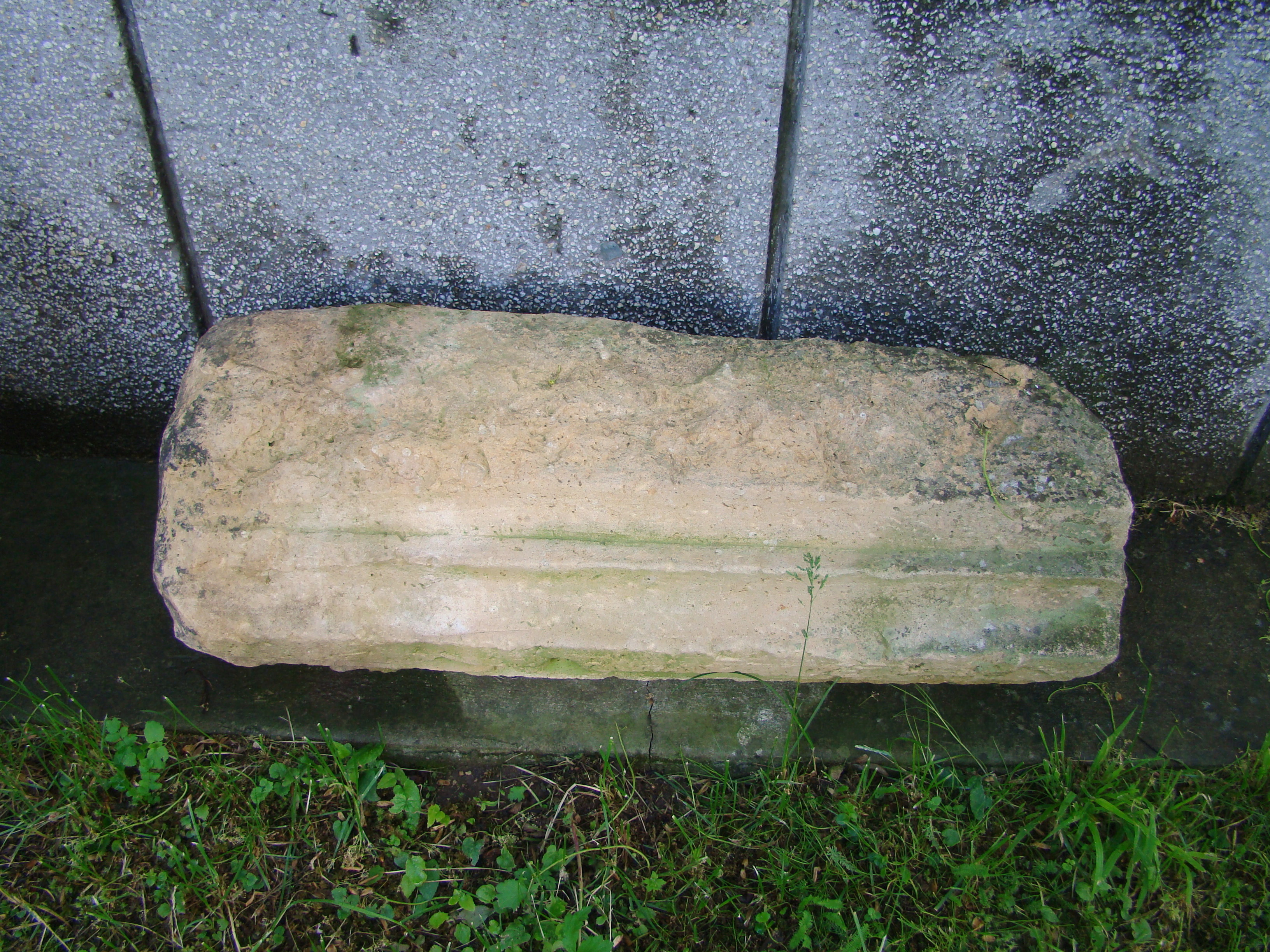
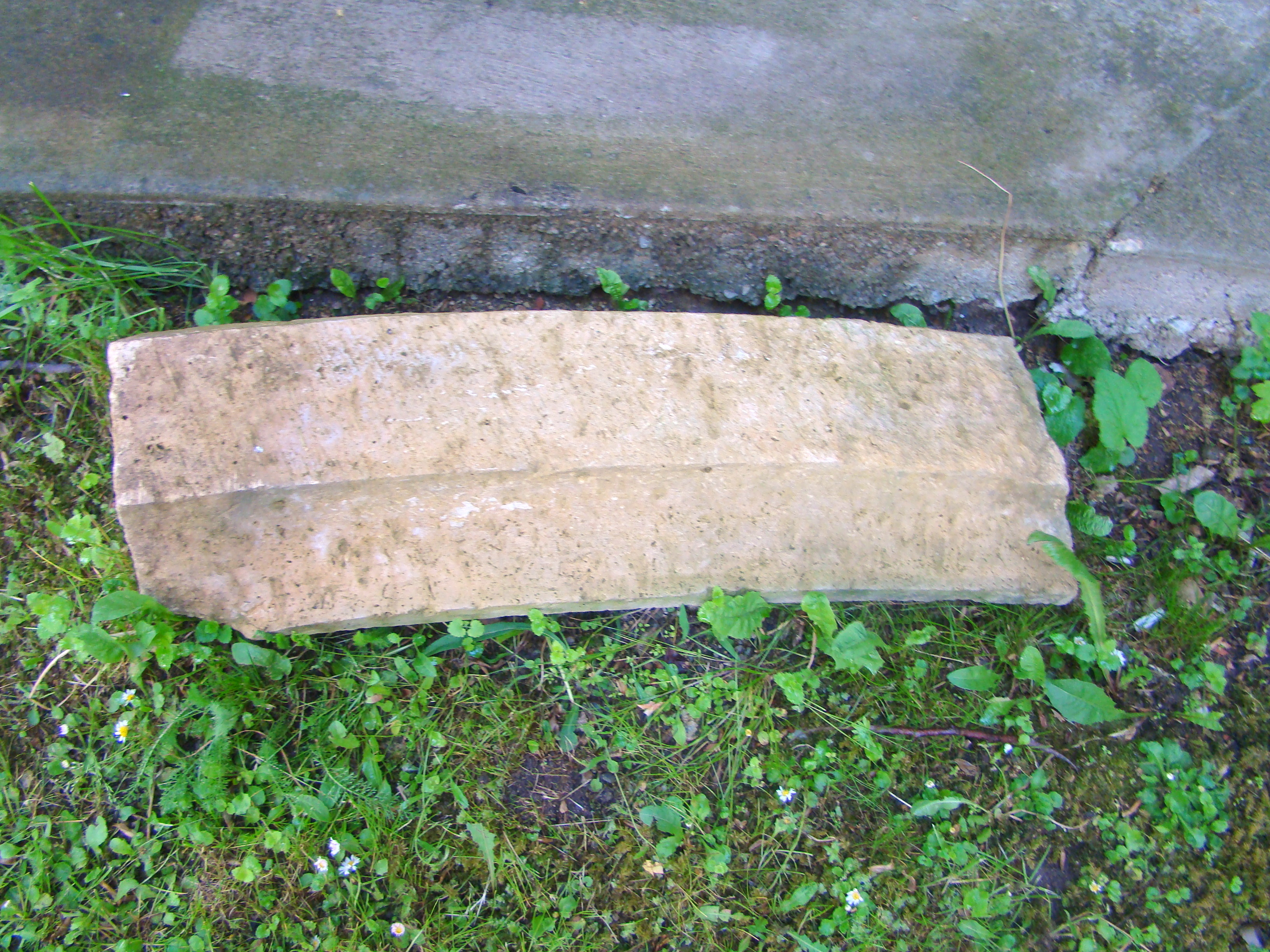
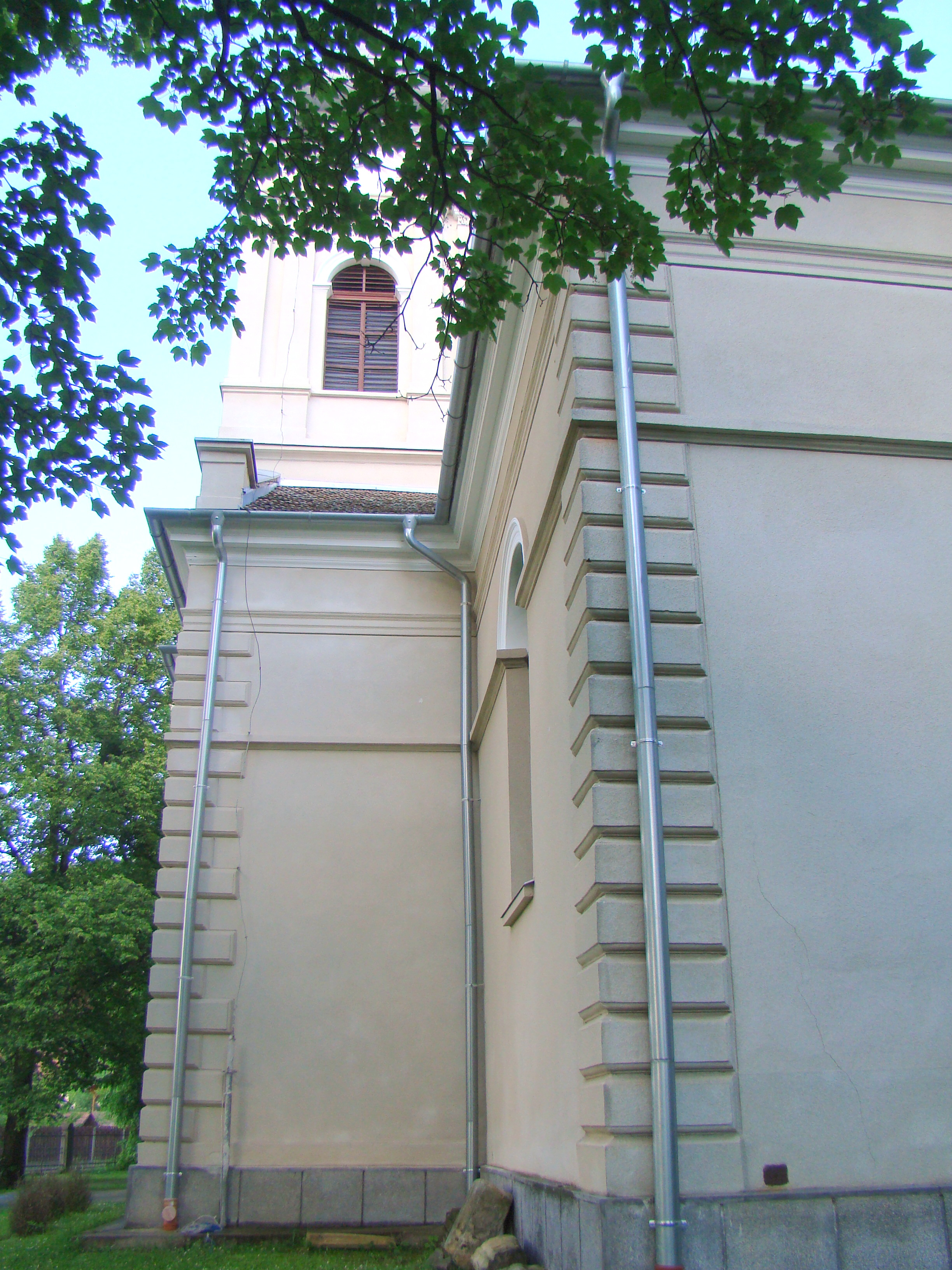
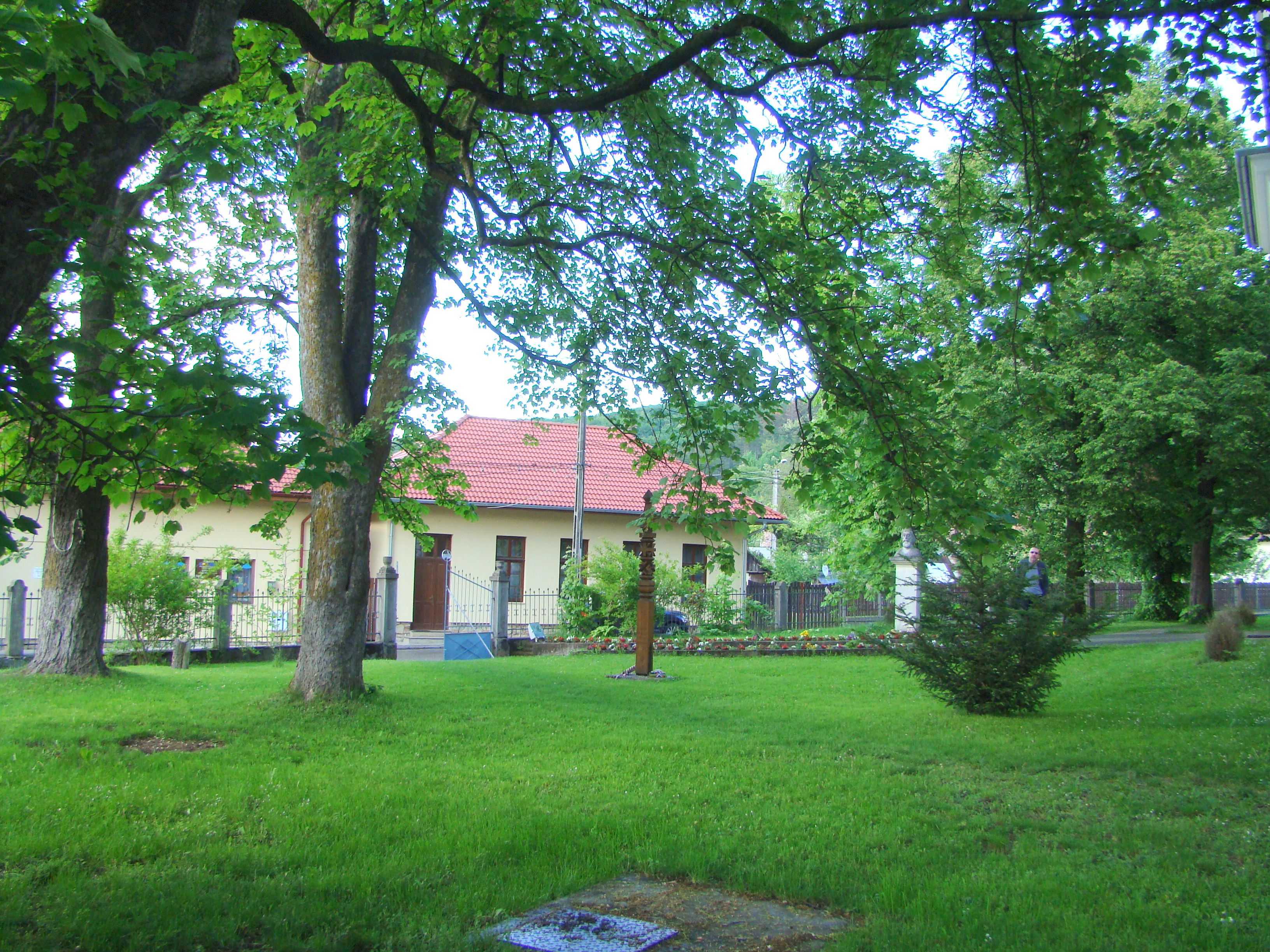
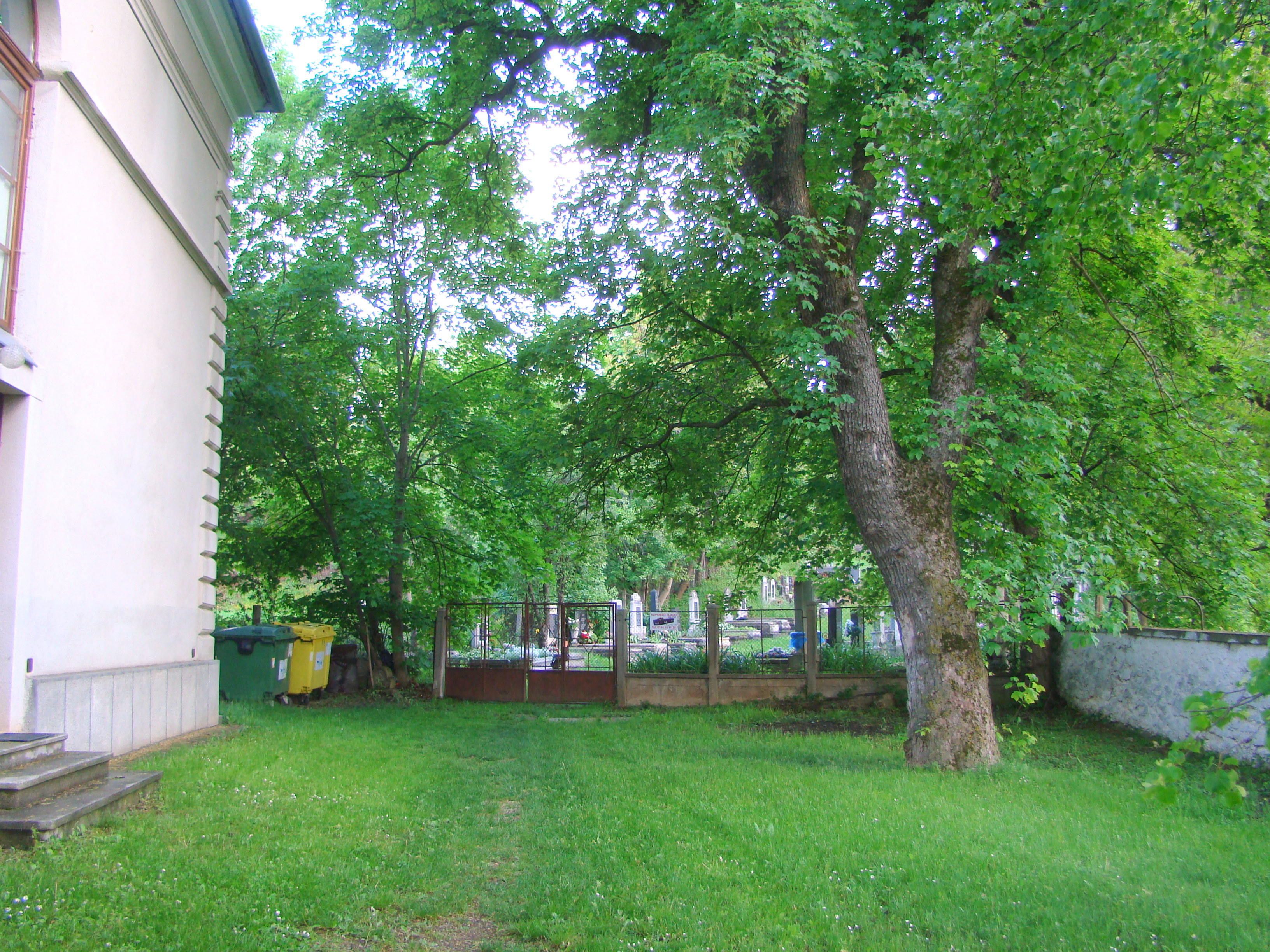
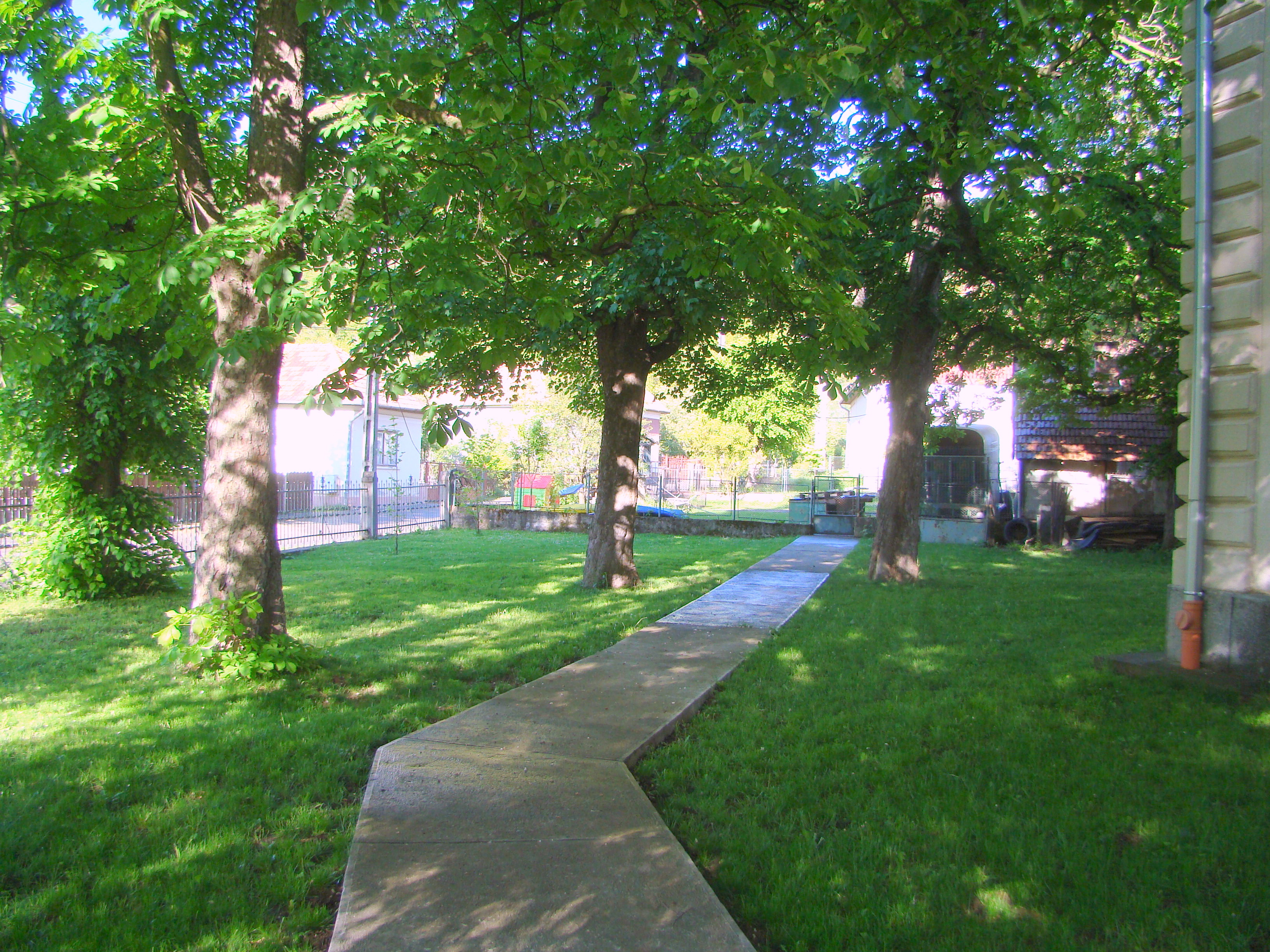

## Vezi și
- Săvădisla, Cluj